# Ambarawa

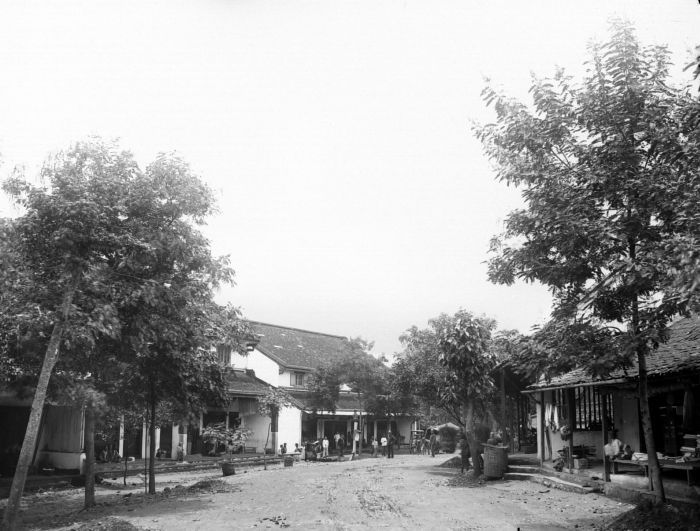
Le quartier chinois d'Ambarawa en 1880

Ambarawa est une ville d'Indonésie dans la province de Java central, située entre Semarang, la capitale provinciale et Salatiga. Administrativement, c'est un kecamatan du kabupaten de Semarang.

## Géographie

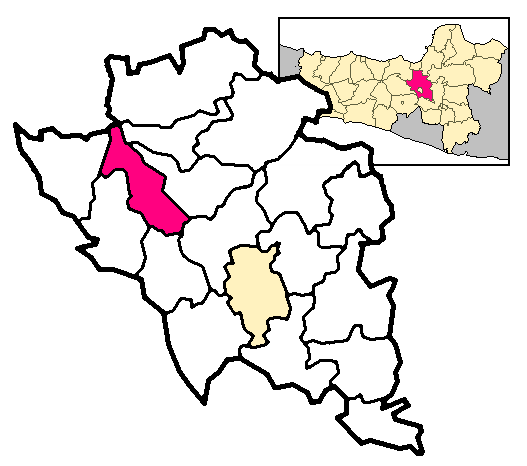
Ambarawa en rouge dans le kabupaten de Semarang. La partie ocre est la ville de Salatiga.

## Histoire
À l'époque des Indes néerlandaises, Ambarawa est un important nœud ferroviaire sur la ligne Semarang-Ambarawa-Magelang. La gare d'Ambarawa est inaugurée en 1873 mais ferme en 1976, année où elle est transformée en musée, le musée du chemin de fer d'Ambarawa.
Durant l'occupation japonaise lors de la Seconde Guerre mondiale, Ambarawa abrite le site de camps d'internement japonais où près de 15 000 Européens sont enfermés. À la suite de la capitulation du Japon le 15 août 1945, et de la proclamation de l'indépendance de l'Indonésie le 17 août 1945, des combats éclatent dans la région d'Ambarawa le 20 novembre 1945 entre les troupes britanniques venues évacuer les détenus européens, et la jeune armée indonésienne.

## Personnalités liées à Ambarawa
• Francis Xavier Sudartanta Hadisumarta, Évêque
• Mangunwijaya, Jesuite indonésien

## Tourisme

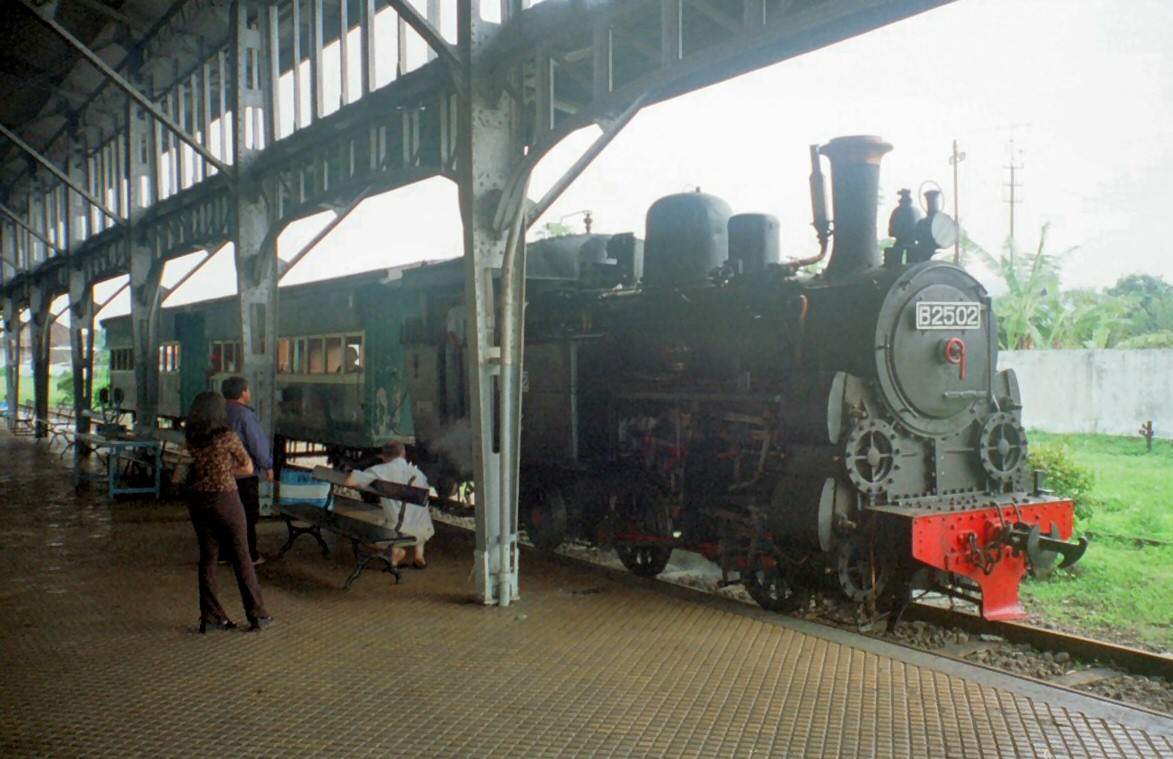
Vieille locomotive au Musée du chemin de fer

Ambarawa possède un musée du chemin de fer.
La ville contient également un sanctuaire dédiée à Notre-Dame de Lourdes depuis 1956.
En août 2015, à l'occasion des 61 ans d'existence du sanctuaire, la plus haute statue du monde dédiée à la vierge Marie a été inaugurée. Elle mesure 42 mètres et représente Notre-Dame de l'Assomption. L'archevêque de Semarang, Mgr Johanes Maria Pujasumarta a inauguré la statue depuis une nacelle de grue.